# Палац в Адамполі
Місцевість, де пізніше був закладений Адамполь лежала на Чорному шляху, по якому ще у XIX столітті чумаки гонили стада худоби на Одесу та відпочивали в корчмі — Перекора.
Адамполь заклав генерал подільських земель — Адам Казимир Чорторийський (1734–1823) і назвав поселення на свою честь. Близько 1820 року Адамполь в Чорторийського купив маршалок шляхти — Михайло Третяк, він і заклав там палац.
За місцевими переказами архітектором палацу був той самий, хто запроєктував палац в Ілляшівці. Палац в Адамполі був запроєктований у вигляді підкови, але в ході побудови проєкт палацу був змінений.